# Сосна Эллиота
Сосна Эллиота, или Сосна болотистая (лат. Pinus elliottii) — древесное растение, вид рода Сосна семейства Сосновые. Распространена в юго-восточных штатах США. Названа в честь американского зоолога Даниэля Жиро Эллиота.

## Описание
Дерево до 30,5 м высотой. Ствол до 0,6 м в диаметре, прямой или искривлённый. Крона коническая, шаровидная или ровная. Кора оранжево- или фиолетово-коричневая, с пересекающимися бороздками, образующими неправильной формы чешуйчатые пластины. Ветви раскидистые либо направлены вверх; ветки прочные, до 1 см толщиной, оранжево-коричневые, с возрастом темнеют и грубеют.
Почки цилиндрические, серебристо-коричневые, 1,5—2 см длиной; края чешуек бахромчатые. Листья (хвоинки) собраны по 2—3 в пучок, расходятся в стороны или вверх, сохраняются на дереве около 2 лет, 15—20(23) см длиной и 1,2—1,5 мм толщиной, прямые или слегка извилистые, гибкие, жёлто- либо сине-зелёные, на всех поверхностях видны устьичные линии. Края хвоинок мелкозубчатые; верхушка резко заострённая; влагалище листа 1—2 см.
Мужские шишки цилиндрические, 30—40 мм длиной, с фиолетовым оттенком. Женские шишки симметричные, на ветке сидят по одной или парами, созревают каждые 2 года, опадают через год после сбрасывания семени, узко-яйцевидные до раскрытия и яйцевидные после, (7-)9—18(-20) см длиной, светло-коричневые, на черешках до 3 см; апофизы лоснящиеся (будто покрытые лаком), слегка выпуклые; выступ центральный, вогнуто-пирамидальный, с коротким, крепуим шипом. Семена эллипсоидные, остроконечные, 6—7 мм длиной, тёмно-коричневые; крыло до 20 мм.

## Распространение
Тропический и субтропический пояс юго-восточной части США, в основном Флорида. Также распространена на прилегающих к Флориде территориях штатов Джорджии, Южной Каролины, Миссисипи, Алабамы и Луизианы. Также интродуцирована и культивируется в Южной Африке, где в диком виде растёт на лесных опушках южно-африканской провинции Мпумаланга и низменных влажных районах Зимбабве.
Растёт вдоль побережья, как правило, на возвышенностях с присутствием пресной воды.

## Разные факты
- Сосна Эллиота живёт до 200 лет.
- Обычно сосна растёт на высоту 18—30,5 м, но на юге Флориды её высота не превышает 17 м. Диаметр ствола в обоих случаях не превышает 61 см[1].

## Галерея

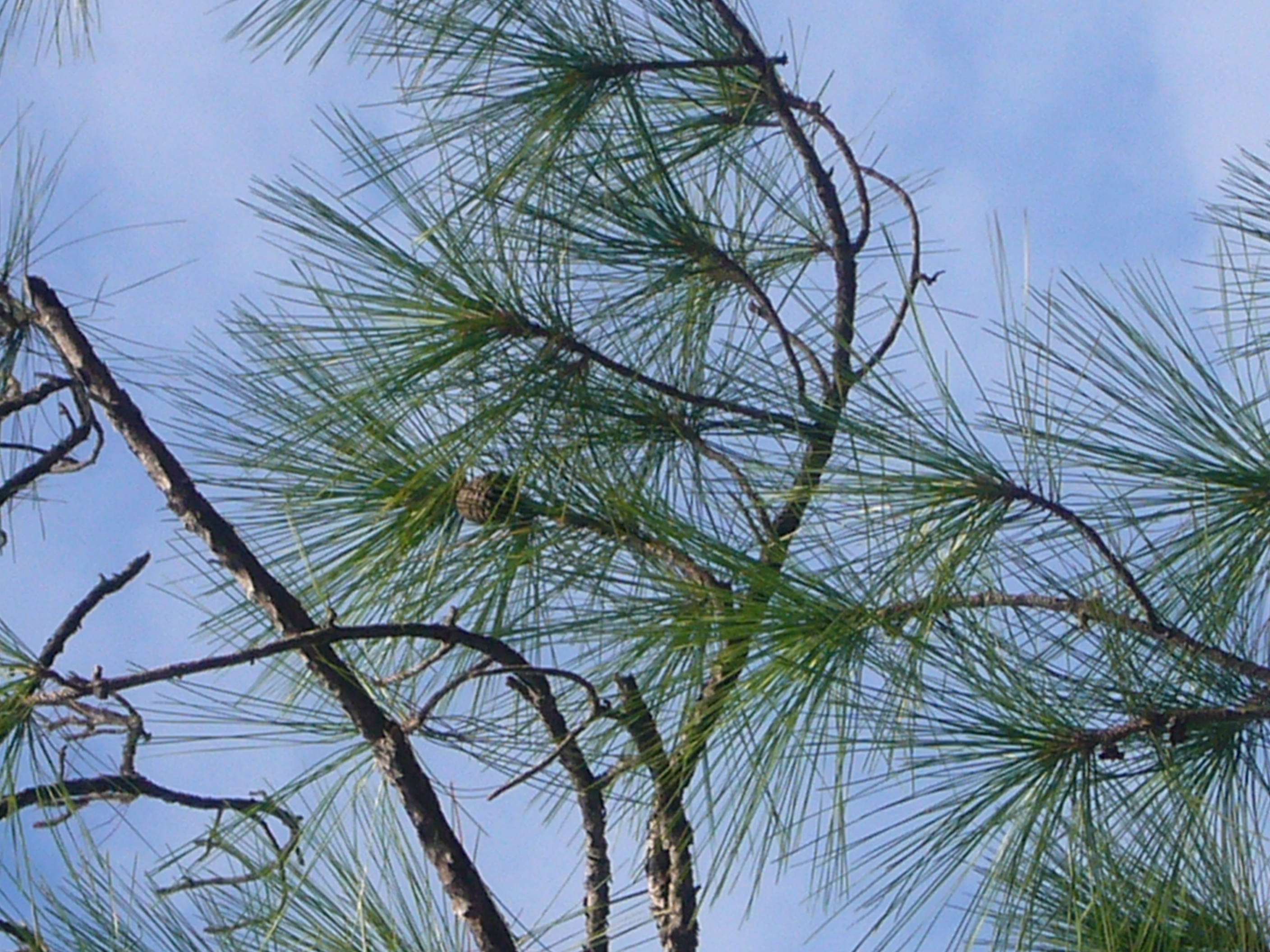
Ветка
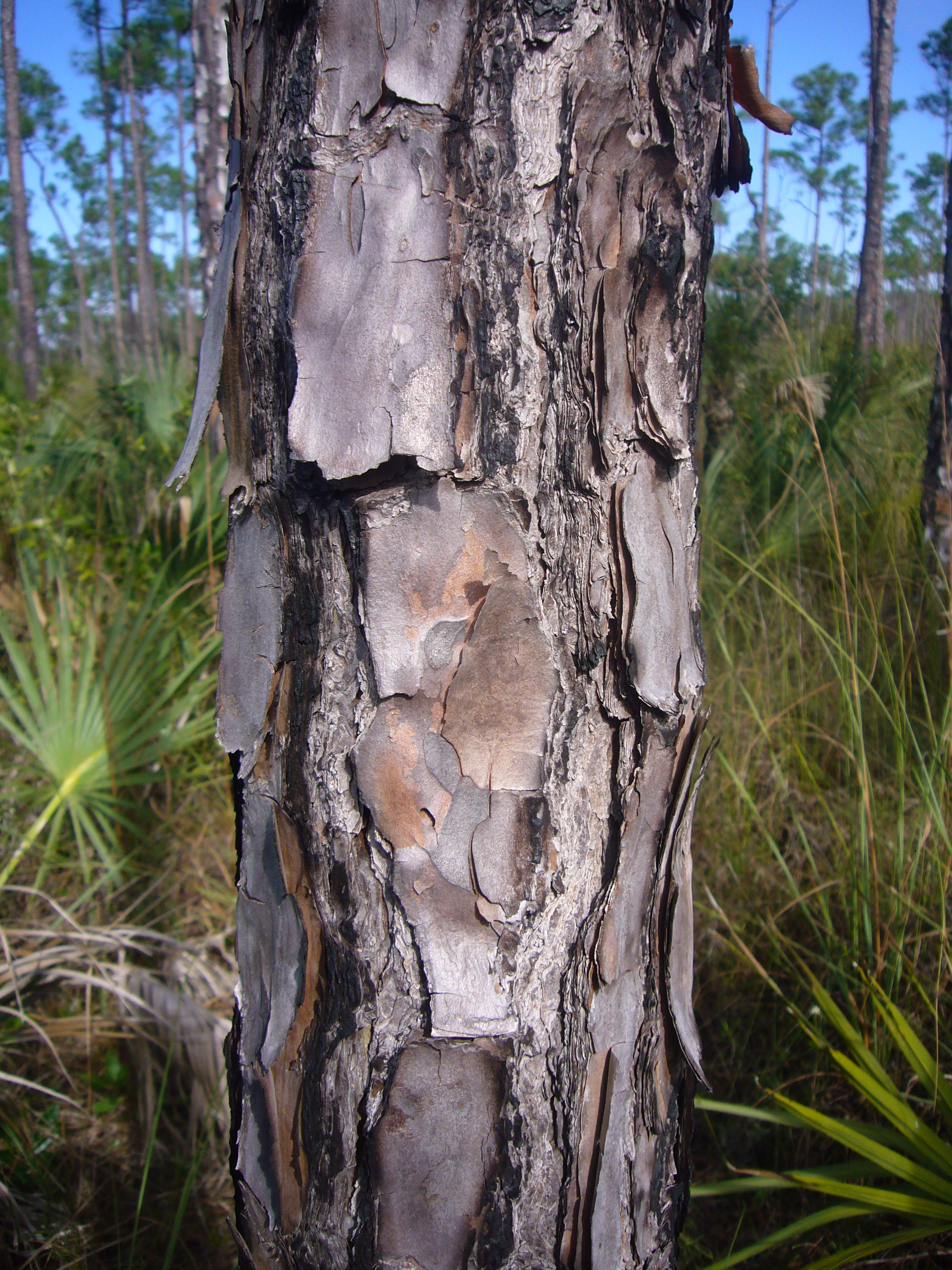
Кора
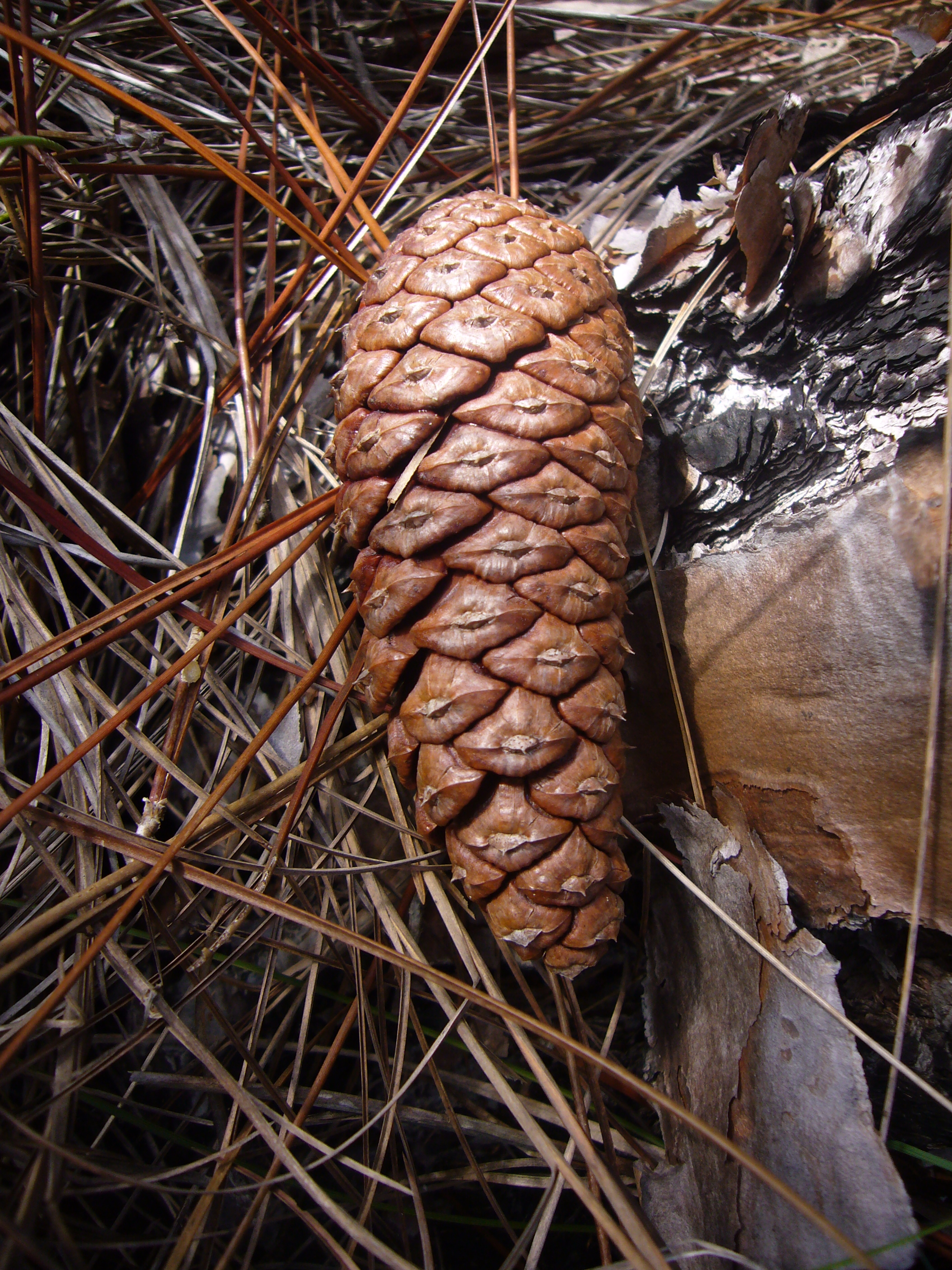
Нераскрытая шишка